# Thāʾ
La thāʾ (in arabo ثاء‎? /θæːʔ/) è la quarta lettera dell'alfabeto arabo. Nella numerazione abjad assume un valore pari a 500.

## Origine
Thāʾ (traslitterata ṯ in arabistica per evitare ambiguità) è una delle sei lettere dell'alfabeto arabo che rappresentano delle versioni diverse di altre lettere. Questo fu dovuto al fatto che le 22 lettere originarie (derivanti dagli alfabeti nabateo o siriaco, a seconda delle interpretazioni) non erano sufficienti a rappresentare tutti i fonemi della parlata araba.

## Fonetica
Dal punto di vista fonetico thāʾ corrisponde alla fricativa dentale sorda /θ/, che quindi non ha eguali nella lingua italiana. Per fare un confronto, può essere assimilata al th della parola inglese thing.

## Scrittura e traslitterazione
Thāʾ viene scritta in varie forme a seconda della sua posizione all'interno della parola:
| Forma isolata | Forma finale | Forma intermedia | Forma iniziale |
| ﺙ             | ـث…          | …ـثـ…            | …ثـ            |

Nella traslitterazione dall'arabo scientifica è traslitterata ṯ, ma si trova anche comunemente come th.

## Sintassi
Thāʾ è una lettera solare. Ciò significa che quando ad una parola che inizia con questa lettera bisogna anteporre l'articolo determinativo (ال alif lām, al), è necessario pronunciarlo come se al posto della lettera lām ci fosse una seconda thāʾ.